# Рох, Хайнц
Хайнц Рох (нем. Heinz Roch; 17 января 1905, Эссен, Германская империя — 10 мая 1945, Тронхейм) — немецкий политический деятель, оберфюрер СС, руководитель СС и полиции в Белостоке, Северной Норвегии и командир полиции безопасности и СД в Симферополе.

## Биография
Хайнц Рох родился 17 января 1905 года в семье рабочего Иоганна Роха. С 1911 по 1919 год посещал народную и среднюю школу в Эссене. Получил коммерческое образование. С 1919 по 1923 году работал сотрудником трудового бюро компании Friedrich Krupp AG Hoesch-Krupp. Уже в 1922 году вступил в НСДАП. Во время оккупации франко-бельгийскими войсками Рурской области совершал акты саботажа и диверсии, за что в марте 1923 года был арестован французскими войсками  
в Эссене. Рох был помещен в тюрьму, однако выпущен досрочно по амнистии. В мае 1926 года стал членом Штурмовых отрядов (СА). 19 апреля 1926 года повторно вступил в нацистскую партию (билет № 34475). С ноября 1928 по декабрь 1930 года занимался продажей автомобилей.
1 августа 1930 года был зачислен в ряды СС (№ 2883). С 1933 года был членом ландтага Пруссии и оставался им вплоть до роспуска этого органа в следующем году. В то же время стал членом ландтага  Рейнской области. В ноябре 1933 был избран депутатом рейхстага от 23-го избирательного округа (Дюссельдорф-Запад).
С июля 1932 по декабрь 1933 года возглавлял 25-й штандарт СС в Эссене.  С декабря 1933 по апрель 1934 года был командиром 46-го штандарта СС в Дрездене. С 1 апреля 1936 года был командиром 32-го абшнита СС в Аугсбурге. С 1 апреля 1936 по 1 марта 1937 года также занимал должность руководителя 18-го штандарта СС. С 1 марта 1937 года был руководителем 12-го абшнита СС в Алленштайне.
После начала Второй мировой войны был призван в войска СС и в составе танковой дивизии СС «Мёртвая голова» принимал участие во Французской компании. 1 сентября 1941 года ему было присвоено звание оберштурмфюрера СС. В январе 1942 года он был передан в распоряжение высшего руководителя СС и полиции области «Россия-Центр» Эрих фон дем Бах-Зелевски. Ему было поручено отвечать за безопасность строительства Durchgangsstraße IV, главной дороги военного снабжения, протянувшейся от Львова в генерал-губернаторстве через Рейхскомиссариат Украина до Ростова. В апреле 1942 года ему было присвоено звание полковника полиции, а до февраля 1943 года он был назначен инспектором проекта. В его обязанности входила охрана дороги от нападений партизан.
В марте 1943 года занял должность руководителя СС и в Таврии, Крыму и Севастополе. С мая 1943 по май 1944 года командиром полиции безопасности и СД в Симферополе. С 18 июля по 22 октября был последним руководителем СС и полиции в Белостоке, занимая этот пост до освобождения города Красной Армией. С 21 ноября 1944 по 8 мая 1945 года был руководителем СС и полиции в Северной Норвегии.
10 мая 1945 года покончил жизнь самоубийством